# Йозеф Шустер
Йозеф Шустер (нім. Josef Schuster, івр. יוסף שוסטר; нар. 20 березня 1954, Хайфа) — німецький лікар з міста Вюрцбург, який з 30 листопада 2014 року є президентом Центральної ради євреїв Німеччині. Водночас Шустер є віце-президентом Світового єврейського конгресу, та Європейського єврейського конгресу.